# Pisano (Piemont)
Pisano  és un municipi al territori de la província de Novara, a la regió del Piemont (Itàlia). Pisano limita amb els municipis d'Armeno, Colazza, Meina i Nebbiuno.